# Morpho aguiro
Morpho aguiro är en fjärilsart som beskrevs av Le Moult 1933. Morpho aguiro ingår i släktet Morpho och familjen praktfjärilar. Inga underarter finns listade i Catalogue of Life.